# Булмаг
Булмаг (или BulMag) е верига български хипермаркети, чийто собственик е „Трънчев“ ООД. През 2017 г. веригата отбелязва 25% ръст на продажбите до 71 млн. лв. Увеличава служителите си със 117 души, общо 722 души. Печалбата ѝ намалява с 10 % до 1,1 млн. лв.

## История
През ноември 1995 г. се регистрира „Трънчев“ ООД. Започва като малко магазинче в Шумен, разположено върху 18 м2 площ с 2-ма души персонал и един автомобил. През следващите няколко години се откриват още 3 по-големи супермаркета под името „Трънчев“.
През 2003 г. в България навлиза унгарската търговската верига CBA. През същата година стартира 5-ият търговски обект, вече под името „СВА“. С всяка следваща година компанията се увеличава с по един нов супермаркет, а съществуващите вече магазини се разширяват, обновяват и модернизират. Така през 2006 г. се появява Търговски комплекс 7 – Сити център Шумен на площ 2,5 км2, а през 2009 г. изгражда собствен Логистичен център в град Шумен, гарантиращ непрекъсната обезпеченост на стоки във всички си обекти.
През 2006 г. се открива 7-и супермаркет на веригата, към този момент в нея работят около 150 души.
През 2011 г. отворя врати първият супермаркет извън Шумен, в град Дулово. Следват 3 магазина в град Търговище и още един в Дулово. През 2016 г. е открит супермаркет в квартал Владислав Варненчик, Варна.
През 2015 г. фирма „Трънчев“ ООД напуска търговска мрежа СВА и създава собствена търговска мрежа – „Булмаг“, която обединява 14 супермаркета.
През 2017 г. „Булмаг“ разполага със 17 супермаркета, от които 10 в Шумен. От началото на 2018 г. търговската верига стартира онлайн магазин.
През април 2025 г. „Булмаг“ открива първия си магазин в Бургас, в приземното ниво на „Мол Бургас Плаза“.

## Търговски марки
Търговски марки на „Булмаг“ са: „Родея“, „Нашата транжорна“, „Българе“, „Ванила“ и „Деликат“.

## Клиентска карта
Клиентската карта „Булмаг“ се издава на лица над 18 години. Пазарувайки с клиентската карта, в сметката на клиента се натрупват отстъпки в зависимост от достигнатото ниво. Спестената сума отстъпки може да бъде използвана в удобен за клиента момент за покупка на всички стоки в супермаркети „Булмаг“ или да бъде натрупана с цел достигане на по-високо ниво, до максималните 5% отстъпка. В деня на когато клиента има рожден ден, както и предния ден, като комплимент от „Булмаг“, клиента получава 10% допълнителна отстъпка на уиски и бърбън, водка, ром, джин, мента, ракия, узо, бира, сайдер, вина, коктейли и ликьори, шоколадови бонбони, торти, рула и кексове. Отстъпката не важи за стоки в намаление или участващи в Mix & Match предложение.
Притежателят на карта „Булмаг“ получава 1% базова отстъпка, която започва да се натрупва по следния начин:
| Ниво на отстъпки | Натрупани отстъпки (в лева) | Отстъпки (в %) |
| 1                | 0,01 – 5,00                 | 1%             |
| 2                | 5,01 – 25,00                | 2%             |
| 3                | 25,01 – 50,00               | 3%             |
| 4                | 50,01 – 100,00              | 4%             |
| 5                | 100,01 – б. л.              | 5%             |

## Почивна база
Към 2019 г. „Булмаг“ разполага с почивна база в град Обзор на Черно море, която се състои от: 64 бунгала от семеен тип със собствен санитарен възел, климатик, хладилник и телевизор, с общ капацитет 197 легла; 3 външни, чисти и топли басейна, отопляеми чрез слънчеви панели; ресторант с над 150 места; магазин; бар; открит детски кът; футболно и волейболно игрище; безплатен паркинг и безплатен Wi-Fi.